# ФК Полимље
ФК Полимље је фудбалски клуб из Пријепоља, Србија. Тренутно се такмичи у Српској лиги Запад, трећем такмичарском нивоу српског фудбала. Клуб је основан 1926. године.
Клуб је сезону 2024/25. завршио као шестопласирани у Зони Дрина, али је административним путем одлуком фудбалског савеза пребачен у виши ранг, Српску лигу Запад, од сезоне 2025/26.

## Познати играчи
- Алмир Гредић
- Михајло Пјановић
- Ивица Драгутиновић